# Minuartia cerastiifolia
Minuartia cerastiifolia là loài thực vật có hoa thuộc họ Cẩm chướng. Loài này được (Ramond ex DC.) Graebn. mô tả khoa học đầu tiên năm 1918.